# Campionati del mondo di atletica leggera 2013 - Salto in lungo maschile
La gara di salto in lungo maschile si è svolta tra mercoledì 14 agosto e venerdi 16 agosto 2013.

## Podio
| Pos.    | Atleta            | Nazionalità | Misura |
| ------- | ----------------- | ----------- | ------ |
| Oro     | Aleksandr Men'kov | Russia      | 8,56 m |
| Argento | Ignisious Gaisah  | Paesi Bassi | 8,29 m |
| Bronzo  | Luis Rivera       | Messico     | 8,27 m |

## Situazione pre-gara

### Record
Prima di questa competizione, il record del mondo (WR) e il record dei campionati (CR) erano i seguenti.
| Record                | Prestazione | Atleta                  | Data                           | Competizione              |
| --------------------- | ----------- | ----------------------- | ------------------------------ | ------------------------- |
| Record mondiale       | 8,95 m      | Mike Powell Stati Uniti | 30 agosto 1991 Tokyo, Giappone | Campionati del mondo 1991 |
| Record dei campionati | 8,95 m      | Mike Powell Stati Uniti | 30 agosto 1991 Tokyo, Giappone | Campionati del mondo 1991 |

### Campioni in carica
I campioni in carica, a livello mondiale e olimpico, erano:
| Campione | Atleta                      | Prestazione | Data                                  | Competizione               |
| -------- | --------------------------- | ----------- | ------------------------------------- | -------------------------- |
| Olimpico | Greg Rutherford Regno Unito | 8,31 m      | 4 agosto 2012 Londra, Regno Unito     | Giochi della XXX Olimpiade |
| Mondiale | Dwight Phillips Stati Uniti | 8,45 m      | 2 settembre 2011 Taegu, Corea del Sud | Campionati del mondo 2011  |

### La stagione
Prima di questa gara, gli atleti con le migliori tre prestazioni dell'anno erano:
| Pos. | Atleta                   | Prestazione | Data                              |
| ---- | ------------------------ | ----------- | --------------------------------- |
| 1    | Luis Rivera Messico      | 8,46 m      | 12 luglio 2013 Kazan', Russia     |
| 2    | Aleksandr Men'kov Russia | 8,42 m      | 12 luglio 2013 Kazan', Russia     |
| 3    | Eusebio Cáceres Spagna   | 8,37 m      | 12 luglio 2013 Tampere, Finlandia |

## Risultati
| LEGENDA: | NR | Record nazionale | PB | Primato personale | SB | Primato stagionale |

### Qualificazioni
Si qualificano per la finale i concorrenti che ottengono una misura di almeno 8,10 m (Q); le migliori dodici misure (q) accedono comunque alla finale.
| Pos. | Gruppo | Nome                    | Nazionalità | 1ª prova | 2ª prova | 3ª prova | Misura | Note  |
| ---- | ------ | ----------------------- | ----------- | -------- | -------- | -------- | ------ | ----- |
| 1    | B      | Eusebio Cáceres         | Spagna      | 8,25     |          |          | 8,25   | Q     |
| 2    | B      | Godfrey Khotso Mokoena  | Sudafrica   | 7,68     | 7,96     | 8,16     | 8,16   | Q     |
| 3    | B      | Aleksandr Men'kov       | Russia      | 7,95     | x        | 8,11     | 8,11   | Q     |
| 4    | A      | Christian Reif          | Germania    | 8,09     |          |          | 8,09   | q     |
| 5    | A      | Luis Rivera             | Messico     | 7,78     | x        | 8,04     | 8,04   | q     |
| 6    | B      | Loúis Tsátoumas         | Grecia      | x        | x        | 8,00     | 8,00   | q     |
| 7    | A      | Damar Forbes            | Giamaica    | 7,77     | x        | 7,96     | 7,96   | q     |
| 8    | A      | Li Jinzhe               | Cina        | x        | 7,70     | 7,96     | 7,96   | q     |
| 9    | B      | Dwight Phillips         | Stati Uniti | 7,95     | 7,73     | 7,73     | 7,95   | q, SB |
| 10   | A      | Sebastian Bayer         | Germania    | 7,95     | x        | x        | 7,95   | q     |
| 11   | A      | Mauro Vinícius da Silva | Brasile     | 7,81     | 7,92     | x        | 7,92   | q     |
| 12   | B      | Ignisious Gaisah        | Paesi Bassi | 7,89     | 7,85     | 7,78     | 7,89   | q     |
| 13   | A      | Tyrone Smith            | Bermuda     | 7,89     | 7,72     | 7,41     | 7,89   |       |
| 14   | A      | Greg Rutherford         | Regno Unito | 7,81     | 7,57     | 7,87     | 7,87   |       |
| 15   | A      | Sergey Polyanskiy       | Russia      | 7,82     | 6,86     | x        | 7,82   |       |
| 16   | B      | Marcos Chuva            | Portogallo  | x        | x        | 7,82     | 7,82   |       |
| 17   | A      | Zarck Visser            | Sudafrica   | 7,78     | x        | 7,79     | 7,79   |       |
| 18   | B      | Alyn Camara             | Germania    | 7,77     | x        | x        | 7,77   |       |
| 19   | A      | Michel Tornéus          | Svezia      | 7,75     | 7,71     | x        | 7,75   |       |
| 20   | A      | George Kitchens         | Stati Uniti | 7,75     | 7,56     | 7,63     | 7,75   |       |
| 21   | B      | Salim Sdiri             | Francia     | 7,64     | 7,55     | 6,36     | 7,64   |       |
| 22   | B      | Ndiss Kaba Badji        | Senegal     | 7,59     | 7,62     | 7,61     | 7,62   |       |
| 23   | B      | Wang Jianan             | Cina        | 7,59     | 7,57     | 7,57     | 7,59   |       |
| 24   | A      | Izmir Smajlaj           | Albania     | 7,55     | x        | 7,25     | 7,55   | PB    |
| 25   | B      | Adrian Vasile           | Romania     | 7,32     | 7,52     | 7,21     | 7,52   |       |
| 26   | A      | Konstantin Safronov     | Kazakistan  | 7,47     | 7,34     | x        | 7,47   |       |
| 27   | B      | Marquis Dendy           | Stati Uniti | 6,43     | 7,21     | 7,36     | 7,36   |       |
| 28   | A      | Quincy Breell           | Aruba       | 7,10     | x        | x        | 7,10   |       |
|      | B      | Fabrice Lapierre        | Australia   | x        | x        | x        | NM     |       |

### Finale
| Pos. | Nome                    | Nazionalità | 1ª prova | 2ª prova | 3ª prova | 4ª prova | 5ª prova | 6ª prova | Misura | Note   |
| ---- | ----------------------- | ----------- | -------- | -------- | -------- | -------- | -------- | -------- | ------ | ------ |
|      | Aleksandr Men'kov       | Russia      | 8,14     | 7,96     | 8,52     | 8,43     | 8,56     | x        | 8,56   | WL, NR |
|      | Ignisious Gaisah        | Paesi Bassi | 8,09     | 8,15     | 8,17     | 8,29     | x        | 8,16     | 8,29   | NR     |
|      | Luis Rivera             | Messico     | 7,92     | 8,16     | 8,17     | 8,03     | 8,27     | x        | 8,27   |        |
| 4    | Eusebio Cáceres         | Spagna      | 8,09     | 8,25     | 8,17     | x        | 8,26     | 8,20     | 8,26   |        |
| 5    | Mauro Vinícius da Silva | Brasile     | x        | x        | 8,09     | 8,05     | 8,23     | 8,24     | 8,24   |        |
| 6    | Christian Reif          | Germania    | 8,18     | x        | 8,22     | 8,12     | 8,12     | 7,96     | 8,22   |        |
| 7    | Godfrey Khotso Mokoena  | Sudafrica   | 8,00     | 7,91     | 7,87     | 7,93     | 8,01     | 8,10     | 8,10   |        |
| 8    | Damar Forbes            | Giamaica    | 8,02     | 7,89     | x        | x        | 8,00     | x        | 8,02   |        |
| 9    | Sebastian Bayer         | Germania    | 7,98     | x        | 7,92     |          |          |          | 7,98   |        |
| 10   | Loúis Tsátoumas         | Grecia      | x        | x        | 7,98     |          |          |          | 7,98   |        |
| 11   | Dwight Phillips         | Stati Uniti | x        | 7,87     | 7,88     |          |          |          | 7,88   |        |
| 12   | Li Jinzhe               | Cina        | 7,79     | 7,70     | 7,86     |          |          |          | 7,86   |        |